# Stop the Clocks (raccolta Oasis)
Stop the Clocks è il quarto album di raccolta del gruppo musicale britannico Oasis, pubblicato il 20 novembre 2006.
Il disco è stato anticipato dall'omonimo EP, pubblicato il 13 novembre 2006. Per un breve periodo è stata disponibile nei negozi una versione speciale del CD, contenente un DVD con un'intervista al gruppo e alcune esibizioni dal vivo.
La raccolta ha esordito in seconda posizione nelle chart britanniche e ha venduto più di 2.5 milioni di copie nel mondo, di cui un milione e mezzo soltanto in Gran Bretagna.
La copertina è stata creata da Peter Blake, autore della copertina del famoso album Sgt. Pepper's Lonely Hearts Club Band dei Beatles.

## Descrizione
Già poco dopo l'uscita di Don't Believe the Truth la Sony comunicò di aver l'intenzione di pubblicare un greatest hits, nonostante il parere contrario della band, e soprattutto di Noel Gallagher. Pare che gli Oasis siano stati spinti a pubblicarlo proprio per poter risolvere il contratto discografico che li legava alla Sony, così come la band voleva da tempo: la casa discografica, sapendo che non avrebbero rinnovato il contratto alla fine del 2006, voleva chiudere il periodo con una raccolta e la band, praticamente obbligata, decise di assumere l'incarico di scegliere le canzoni.
Nel settembre dello stesso anno arriva la conferma e viene svelata la tracklist ufficiale. La reazione dei fans è per lo più di delusione: ci si aspettavano scelte diverse, soprattutto il nuovo inedito che dà il titolo alla raccolta, poi una diversa selezione che non escludesse brani amatissimi e popolari come Stand by Me, Whatever, Don't Go Away, All Around the World e Stop Crying Your Heart Out. Noel ha motivato l'esclusione di brani inediti dicendo che avrebbero spostato l'attenzione da quelli vecchi.
Contestualmente alla notizia dell'uscita del greatest hits la Sony comunicò che sarebbe stato pubblicato anche un film-documentario dal titolo Lord Don't Slow Me Down, basato sul tour mondiale della band del 2005-06.

## Tracce
Disco 1
1. Rock 'n' Roll Star
2. Some Might Say
3. Talk Tonight
4. Lyla
5. The Importance of Being Idle
6. Wonderwall
7. Slide Away
8. Cigarettes & Alcohol
9. The Masterplan

Disco 2
1. Live Forever
2. Acquiesce
3. Supersonic
4. Half the World Away
5. Go Let It Out
6. Songbird
7. Morning Glory
8. Champagne Supernova
9. Don't Look Back in Anger

### DVD dell'edizione speciale
- Lock the Box (intervista a Noel e Liam Gallagher)
- Fade Away (live at Chicago Metro '94)
- Champagne Supernova (live at Knebworth '96)
- Trailer del film-documentario Lord Don't Slow Me Down

## Classifiche
| Classifica (2006) | Posizione massima |
| ----------------- | ----------------- |
| Australia         | 34                |
| Austria           | 22                |
| Belgio (Fiandre)  | 18                |
| Belgio (Vallonia) | 34                |
| Francia           | 127               |
| Germania          | 54                |
| Giappone          | 1                 |
| Irlanda           | 2                 |
| Italia            | 14                |
| Nuova Zelanda     | 18                |
| Paesi Bassi       | 73                |
| Regno Unito       | 2                 |
| Spagna            | 42                |
| Stati Uniti       | 89                |
| Svezia            | 29                |
| Svizzera          | 19                |